# Kopalnia Węgla Kamiennego „Jerzy”

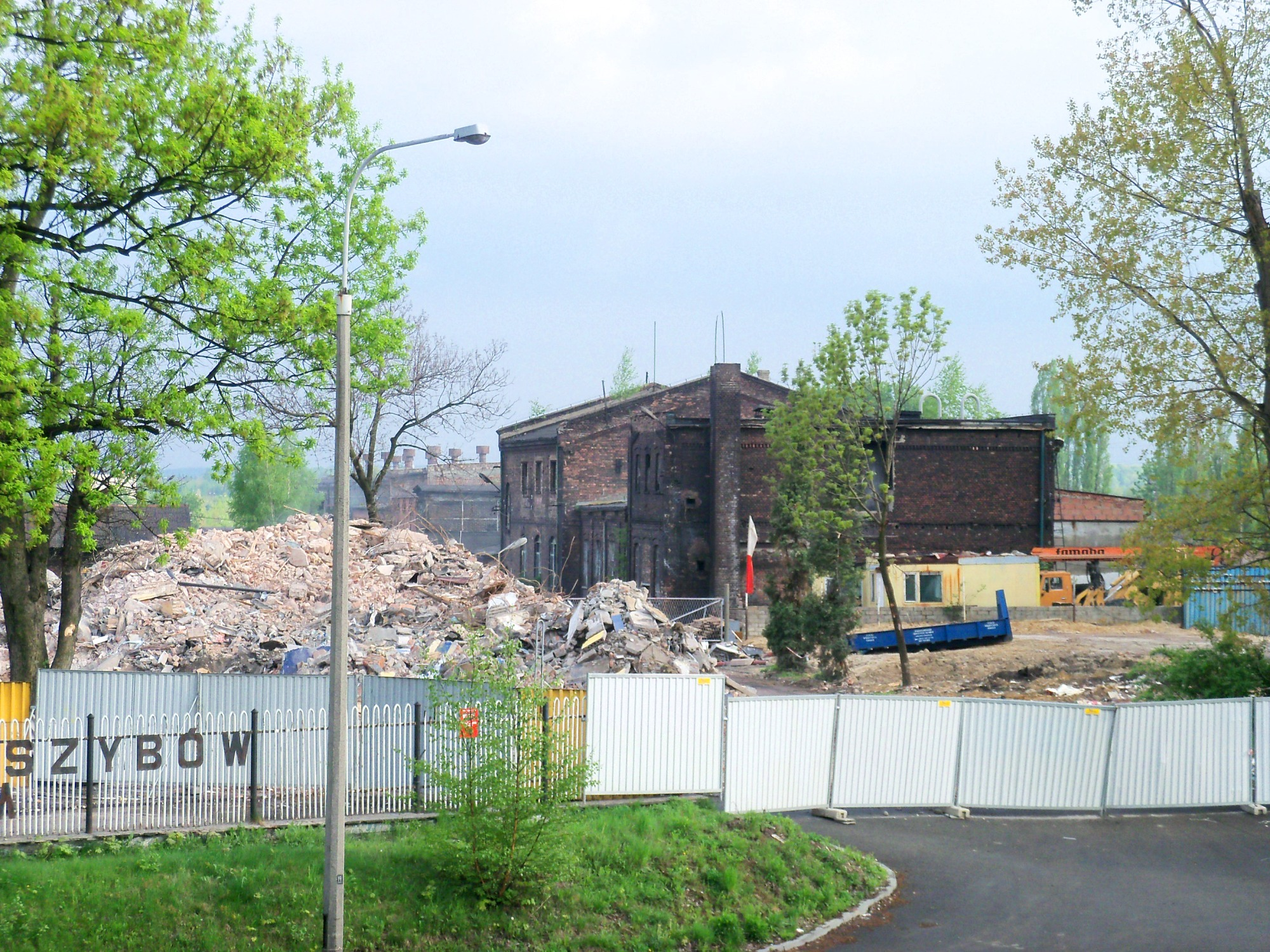
Wyburzanie w 2011 części zabudowań dawnej kopalni

Kopalnia Węgla Kamiennego Jerzy − kopalnia węgla kamiennego funkcjonująca w latach 1844–1928 na terenie dawnej gminy Dąbrówka Mała (obecnie w granicach Katowic).

## Historia
Kopalnia rozpoczęła swoją działalność w 1844 pod nazwą "Georg". Zlokalizowana była pomiędzy Dąbrówką Małą a jej przysiółkiem − Burowcem. Po przejęciu części Górnego Śląska po I wojnie światowej przez Polskę kopalnia w 1922 zmieniła nazwę na kopalnia „Jerzy”. Przy dzisiejszej ulicy Kuśnierskiej pod koniec XIX wieku zbudowano także kolonię domków robotniczych Jerzy dla pracowników kopalni. W 1867 w kopalni ustawiono kocioł parowy, który wprowadzał w ruch kołowrót i maszynę odwadniającą. Kopalnia w 1905 przebudowała zawalony szyb „Ida”. W dwudziestoleciu międzywojennym należała do Hohenlohewerke Sp. Akc. (pol. Zakłady Hohenlohego). W 1928 kopalnię zamknięto, w związku z czym odbyły się liczne protesty społeczne. W okresie międzywojennym już wcześniej górnicy strajkowali przeciwko niewypłacaniu pensji i złym warunkom pracy. Strajki takie odbyły się w 1923 i 1924 pod przewodnictwem Teofila Turczyka − członka Komunistycznej Partii Polski i członka rady zakładowej kopalni "Jerzy".
W czasie II wojny światowej w Dąbrówce Małej znajdował się niemiecki Polenlager Nr 4 Eichenau. W dniach 3/4 kwietnia 1940, w odwet za zamordowanie miejscowego komendanta policji, hitlerowcy zastrzelili 40 zakładników przy hałdzie dawnej kopalni „Jerzy”. 
Do 2001 droga, prowadząca na tereny byłej kopalni nosiła nazwę ulica Jerzego. Uchwałą Rady Miasta Katowice z 28 maja 2001 przemianowano ją na ulicę księdza Jerzego Popiełuszki. W ten sposób zlikwidowano historyczną nazwę, nawiązującą bezpośrednio do nazwy kopalni.
Od lat 90. XX wieku do 2010 na tym terenie funkcjonowało Przedsiębiorstwo Budowy Szybów i kilka innych firm. Obecnie tereny kopalni to działka przy al. Walentego Roździeńskiego 214, ciągnąca się wzdłuż linii kolejowej Katowice Dąbrówka Mała − Katowice Szopienice Północne. W 2011 historyczne zabudowania dawnej kopalni, pochodzące z końca XIX wieku, zostały całkowicie wyburzone.